# Autoritratto (Toulouse-Lautrec)
L'Autoritratto (Auto-portrait devant un miroir) è un dipinto a olio su tavola (40,5x32,5 cm) realizzato tra il 1882 ed il 1883 dal pittore francese Henri de Toulouse-Lautrec. È conservato nel Musée Toulouse-Lautrec di Albi.
L'autoritratto per Lautrec fu una rappresentazione molto rara. Oltre a questo, ne esiste un altro, anch'esso conservato ad Albi, dove però si rappresentò ironicamente dietro il cavalletto (Toulouse-Lautrec o altri, eseguito tra il 1882-1886).
In questa opera il pittore si ritrae con distacco e svela quale sia il procedimento per la sua esecuzione. Oltre all'artista, viene rappresentato lo specchio per sottolineare l'effetto di riflessione che questo provoca sul contorno sfuocato del viso.
Paradossalmente è più importante la rappresentazione dell'ambiente dell'artista che non la propria immagine che la luce rivela solamente a tratti.
Quest'opera non venne mai esposta finché il pittore fu in vita.